# Cryptophleps ochrihalteratus
Cryptophleps ochrihalteratus är en tvåvingeart som beskrevs av Lamb 1922. Cryptophleps ochrihalteratus ingår i släktet Cryptophleps och familjen styltflugor.
Artens utbredningsområde är Seychellerna. Inga underarter finns listade i Catalogue of Life.